# Breitenbush (település)
Breitenbush az Amerikai Egyesült Államok északnyugati részén, Oregon állam Marion megyéjében elhelyezkedő önkormányzat nélküli település. A magánterületen fekvő helységet minden irányból a Willamette Nemzeti Erdő határolja.
A meleg vizes forrásokat 1888 óta hasznosítják. A posta 1928 és 1953 között működött. Breitenbush saját tűzoltósággal rendelkezik.
Breitenbush Hot Springs település magában foglalja az azonos nevű konferencia-központot, valamint néhány nyaralóházat is.

## Története

### Lewis Breitenbucher
A térségben az 1830-as években rendszeresen megfordultak csapdázók, akik a forrás meleg vizével főztek.
A Breitenbush elnevezés John Minto politikustól ered, aki 1874-ben a Cascade-hegység középső szakaszán vezetett expedíciója során találkozott John Breitenbush vadásszal; a helyiek szerint a férfit valójában Lewis Breitenbuchernek hívták. Az egykezű férfi szerint a nyelve alá helyezett denevérszem éjszakai látást és különleges vadászati képességeket biztosított neki; a hivatalos térképek megjelenéséig a helyi forrást és patakot Denevérszem néven ismerték.

### Claude Mansfield
A település első lakója az 1888-ban Albanyből érkező Claude Mansfield volt; ugyan lakóháza egy év múlva leégett, az Albany Daily Democrat a földek felhasználásával kapcsolatos fejlesztésekről adott hírt. 1901-re gyalogos útvonalakat, közutakat és hidakat építettek ki.
Grover Cleveland elnök 1893-as rendeletére hivatkozva 1903 májusában elutasították Mansfield területigényét, miután az erdészet 1901-ben kétségbe vonta annak megalapozottságát; a helyi hatóság Mansfield javára döntött, azonban az erdészet fellebbezését követően a szövetségi földhivatal felülbírálta a határozatot. Több tanú állította, hogy az ígért fejlesztések nem valósultak meg. 1903 októberében a belügyminiszter jóváhagyta Mansfield igényét, aki Theodore Roosevelttől állandó tulajdonjogot kapott.
A férfi 1905-ben elvált; a területen exfeleségével és fiukkal azonos arányban osztoztak. Mansfield halálát követően a tulajdonjog egésze nagybátyja, Dr. J. L. Hill kezébe került. A 19. és 20. századokban a meleg vizes források jelentős figyelmet kaptak egészségügyi hatásuk miatt; Guido Deiro zeneszerző több nyáron is itt alkotott.
Az erdőszolgálat 2015-ben a terület újrahasznosításával kapcsolatban közmeghallgatást tartott. A 2020-as erdőtüzekben az épületek jelentős része megrongálódott, de 2021-re helyreállították őket.

#### Mark Skiff
Mansfield idejében Dr. Mark Skiff az erdészethez tartozó egyes forrásokra használati jogot kapott, ahol az 1900-es évek elején maga is nyaralóházak építésébe kezdett; ezek 1913-ban nyíltak meg.

### Frederick Bruckman
A terület jelzálog útján az 1924-ben alapított Breitenbush Hot Springs Company tulajdonába került; a vállalat a részvények értékesítéséből befolyó bevételből kívánta az üdülőt fejleszteni. A várt siker nem következett be, ezért 1925-ben Merele Bruckmannel harminc évre szóló lízingszerződést kötöttek. Merele Bruckman Frederick Bruckman befektető fia, aki a fagyitölcsér-tekerő gépe szabadalmi jogának eladásából származó bevételt az üdülő fejlesztésére fordította.
A Bruckman család az egykor szanatóriumként szolgáló létesítményt a Breitenbush Mineral Springs Companytől bérelt,. majd a cég megszűnésekor megvásárolta. Az 1927-ben telepített turbina a Breitenbush folyó vizéből állított elő elektromos áramot. 1936-ban egy nagyobb szálloda nyílt meg, 1938-ban pedig Merele Bruckman a posta vezetője lett.
Az üdülő csak a nyári hónapokban üzemelt. Az 1949 telén hulló közel 2,5 méter hó számos épületet megrongált, majd nemsokára tűz ütött ki. 1950-re Bruckman a létesítmény eladása mellett döntött; lánya szerint ebben a kemény telek és az egyre szigorodó kormányzati előírások is közrejátszottak.

## Fordítás
- Ez a szócikk részben vagy egészben  a   Breitenbush, Oregon című angol Wikipédia-szócikk ezen változatának fordításán alapul.  Az eredeti cikk szerkesztőit annak laptörténete sorolja fel. Ez a jelzés csupán a megfogalmazás eredetét és a szerzői jogokat jelzi, nem szolgál a cikkben szereplő információk forrásmegjelöléseként.